# Instituto Histórico e Geográfico do Paraná
O Instituto Histórico e Geográfico do Paraná (IHGP ou IHGPR) é um instituto cultural, arquivístico e científico localizado em Curitiba, capital do estado do Paraná, que tem como função a promoção da intelectualidade paranaense. Ele é fundado em contexto semelhante ao do Instituto Histórico e Geográfico Brasileiro e dos outros institutos históricos e geográficos.

## História
O Instituto Histórico Geográfico do Paraná foi fundado no dia 24 de maio de 1900, como parte das comemorações do quarto centenário do "Descobrimento do Brasil". Na época, como ainda não havia prédio próprio, o evento de fundação foi realizado no Clube Curitibano, sob coordenação de Romário Martins. Inicialmente, o nome da entidade era grafada como Instituto Histórico e Geographico Paranaense e não possuía sede própria, se utilizando da Biblioteca do Paraná, do Clube Curitibano e da casa de Romário Martins como núcleo. O primeiro presidente foi o general José Bernardino Bormann, que ocupou o cargo de 1900 até 1905, mas devido a inatividade e negligência que o instituto sofreu durante esses anos, os fundadores e membros revitalizaram a diretoria em 1906. Mesmo com a renovação da diretoria, passando a presidência para Joaquim Procópio Pinto Chichorro Junior, a instituição não consegue manter uma atividade constante, passando outras reformulações na presidência nos anos de 1911 e 1916, respectivamente, Romário Martins e Marins Alves de Camargo. Foi na gestão de Camargo que iniciou-se a publicação do Boletim do IHGP.
Entre 1919 e 1925 o presidente honorário foi José Francisco da Rocha Pombo e o presidente efetivo João Moreira Garcez. Após 1925 o IHGP foi silenciado. Apenas em 1945 que é feita mais uma reunião para tentar organizar novamente a instituição, dessa vez muda-se o nome para Instituto Histórico Geográfico e Etnográfico Paranaense. Nesse mesmo evento, Romário Martins é nomeado presidente perpétuo, que exerceu até sua morte em 1948, sendo então nomeado como patrono do Instituto. No mesmo ano o instituto muda a sua sede para o Circulo de Estudos Bandeirantes, até ocupar sua então sede na rua José Loureiro em 1959, o terreno havia sido doado pela prefeitura de Curitiba em 1953.

### Instituto Histórico e Geográfico do Brasil
Não só a criação do Instituto Histórico e Geográfico do Paraná é associado ao Instituto Histórico e Geográfico do Brasil, como também as diversas outras instituições estaduais e municipais que levam o mesmo nome. O IHGB foi inaugurado no dia 21 de outubro de 1838, no Rio de Janeiro, com o intuito de formar uma história oficial da nação e um passado singular que contribuísse para a concretização do Estado Nacional. Definido como um estabelecimento científico-cultural, o IHGB era integrado por políticos, proprietários de terras, literatos e pesquisadores, como Francisco Varnhagen, Gonçalves Dias, Euclides da Cunha e Silvio Romero. Também nota-se uma forte ligação com o Estado, à época nas mãos de Dom Pedro II. Dessa forma, o IHGB seria responsável por demarcar a história oficial a nível nacional, enquanto as instituições regionais, como o IHGPR, teria a função de buscar as características da região, bem como definir a hegemonia cultural daquele espaço. O IHGP e a instituição nacional mantiveram contato veementemente, dividindo sócio, produções e pesquisas.

### Estatuto
O estatuto que normatizou as atividades do Instituto foi aprovado no dia 3 de julho de 1900, redigido por uma comissão que contava com nomes como Romário Martins, Camillo Vanzolini e Dario Velloso. De acordo com esse estatuto, o nome do Instituto era grafado como Instituto Histórico e Geographico Paranaense, e contava com cinco capítulos: o primeiro refere-se aos objetivos da instituição, o segundo à constituição da diretoria, o terceiro trata dos sócios, o quarto sobre as regras do material produzido pelo Instituto, e o quinto refere-se ao encargo de homenagear figuras paranaenses que contribuíram para o desenvolvimento do estado.

### Boletim do IHGP
A publicação do Boletim do Instituto Histórico e Geographico Paranaense foi efetivada em 1916, sob a presidência de Marins Alves de Camargo e os vices Romário Martins, Ermelino Agostinho de Leão e o Coronel Telêmaco Borba. Sob essa direção, o boletim acabou por ser publicado entre 1917 e 1918, com 8 fascículos e 32 artigos. Durante a diretoria seguinte, de João Moreira Garcez entre 1919 e 1925, o boletim publicou mais dois fascículos e 11 artigos, incluindo uma edição especial de do centenário de Dom Pedro II.
Inspirado pela Revista do Instituto Histórico e Geográfico Brasileiro, o boletim também tentou se programar para publicar trimensalmente. Entre as publicações de 1918 e 1925, o responsável pela edição e organização do boletim foi Romário Martins, que já possuía experiência na área. Entre os temas mais tratados no boletim, pode-se destacar três: textos técnicos sobre a prática científica, textos de construção da memória, e textos sobre a identidade paranaense.

## Propósito
Assim como os institutos históricos e geográficos, e como o próprio Instituto Histórico e Geográfico Brasileiro, o Instituto Histórico e Geográfico do Paraná possuiu diversas funções. Entre elas, a promoção da intelectualidade paranaense, a tentativa de dar um respaldo científico para a historiografia e geografia locais, a construção da identidade paranaense. O IHGPR também é associado ao paranismo, desenvolvimento político-cultural de construção da identidade paranaense do início do século XX, e ao Movimento Paranista, grupo de artistas que dedicaram-se a construir uma dimensão simbólica para a identidade paranaense na década de 1920.

## Acervo
O Instituto possui duas bibliotecas. A Biblioteca Júlio Moreira contém um acervo de 5.685 obras, incluindo raras, sendo de autores paranaenses ou que tematizam sobre o Paraná. A Biblioteca Romário Martins, com 5.400 títulos de assuntos gerais e hemeroteca. O acervo documental conta com 800 documento catalogados e digitalizados, encomendados da Biblioteca de Lisboa e da Torre do Tombo na década de 1950. Esses arquivos foram digitalizados em 2013 e contam com documentos do século XVI até XIX concernentes ao estado do Paraná.
Outro acervo é o chamado "Resgate Rio Branco" constituído de 500 DVDs de documentos das províncias brasileiras, entre eles, inclui-se documentos do estado do Paraná enquanto ainda era subordinado à província de São Paulo. O acervo também possui os Anais do Senado a partir de 1826, as Leis do Brasil de 1808 até a Primeira República Brasileira, biografias dos presidentes do Instituto, atas das gestões, biografias brasileiras, e aproximadamente 4.000 periódicos catalogados.
O Setor de Multimeios possui mais de 5.000 fotografias e 51 DVDs com entrevistas de figuras paranaenses e brasileiras. Além do setor "Filmoteca Paranista" que contém documentários e filmes focalizados no Paraná. A partir desse acervo é realizado o evento bimestral "O Cinema Conta a História".